# Американский ремез
Америка́нский ре́мез (лат. Auriparus flaviceps) — вид певчих птиц семейства ремезовых. Единственный представитель одноимённого рода Auriparus. Выделяют 6 подвидов. Единственный вид ремезов в Америке.

## Описание
Длина тела американского ремеза около 10 см. Оперение серое, голова вокруг глаз и шея — жёлтые, на плечах красноватые пятна, клюв чёрный, острый.

## Распространение
Область распространения этой оседлой птицы довольно широка — с юго-запада США до Центральной Мексики. Американский ремез живёт в пустынных долинах и чащах, особенно в протяжённых густых зарослях Prosopis juliflora.

## Поведение
Вне периода гнездования американские ремезы — одиночные птицы. Круглый год они строят гнёзда, в которых ночуют. Зимой гнёзда утепляются подстилкой, в то время как летом они остаются открытыми для лучшей циркуляции воздуха. В рацион птиц входит цветочный нектар наряду с насекомыми, семенами и ягодами.

## Размножение
Шарообразное гнездо из веток с боковым входом сооружается на незначительной высоте в кустах или глубоко в кроне деревьев. Самец сначала строит гнездо в одиночку. После спаривания самка также участвует в строительстве гнезда. В кладке от 3 до 6 яиц, насиживает кладку только самка. Инкубационный период продолжается 14—18 дней. Бывает, что самка откладывает яйца вторично, тогда самец всецело заботится о первом выводке.